# Dwarves

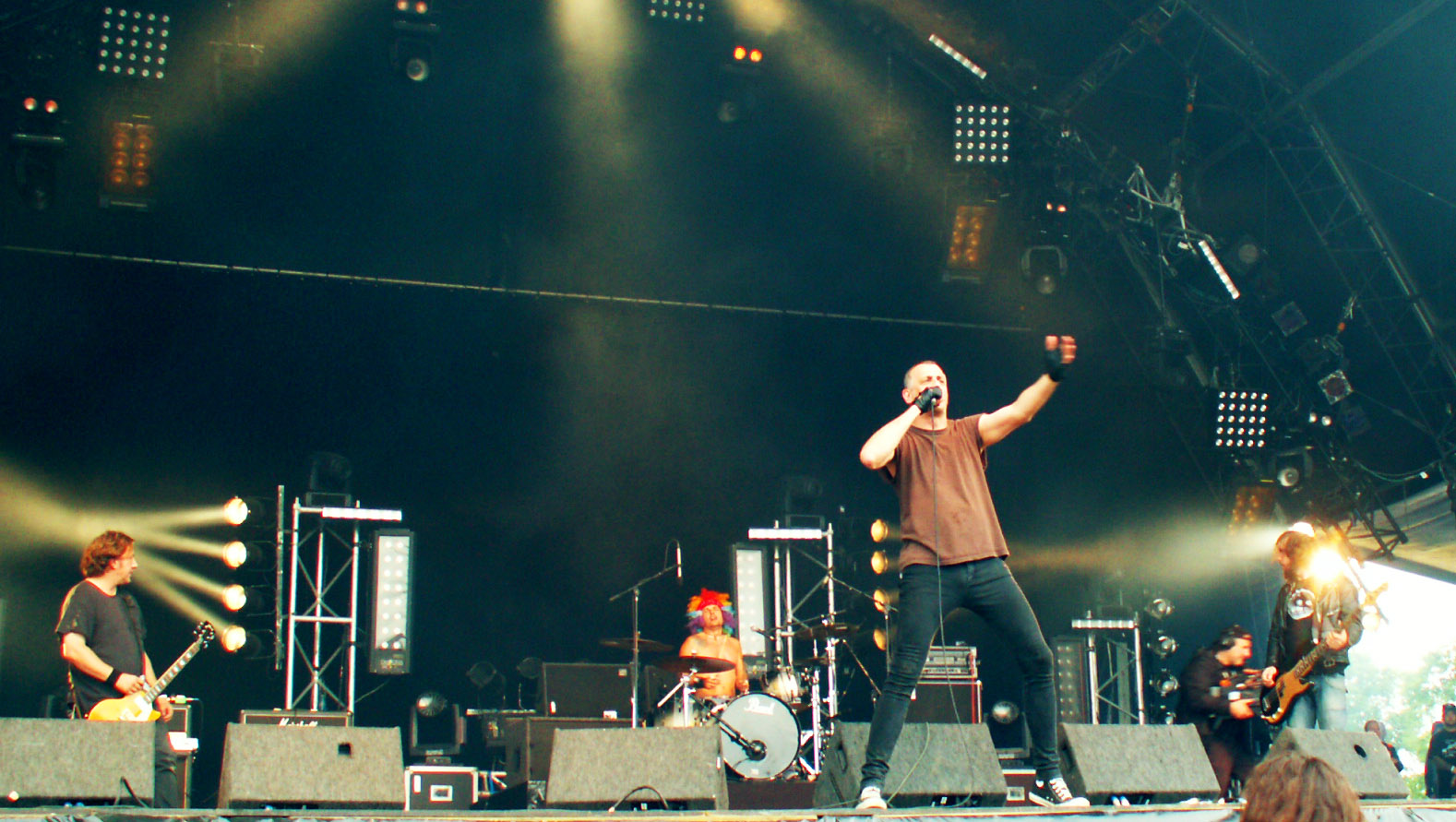
Dwarves au Hellfest 2011

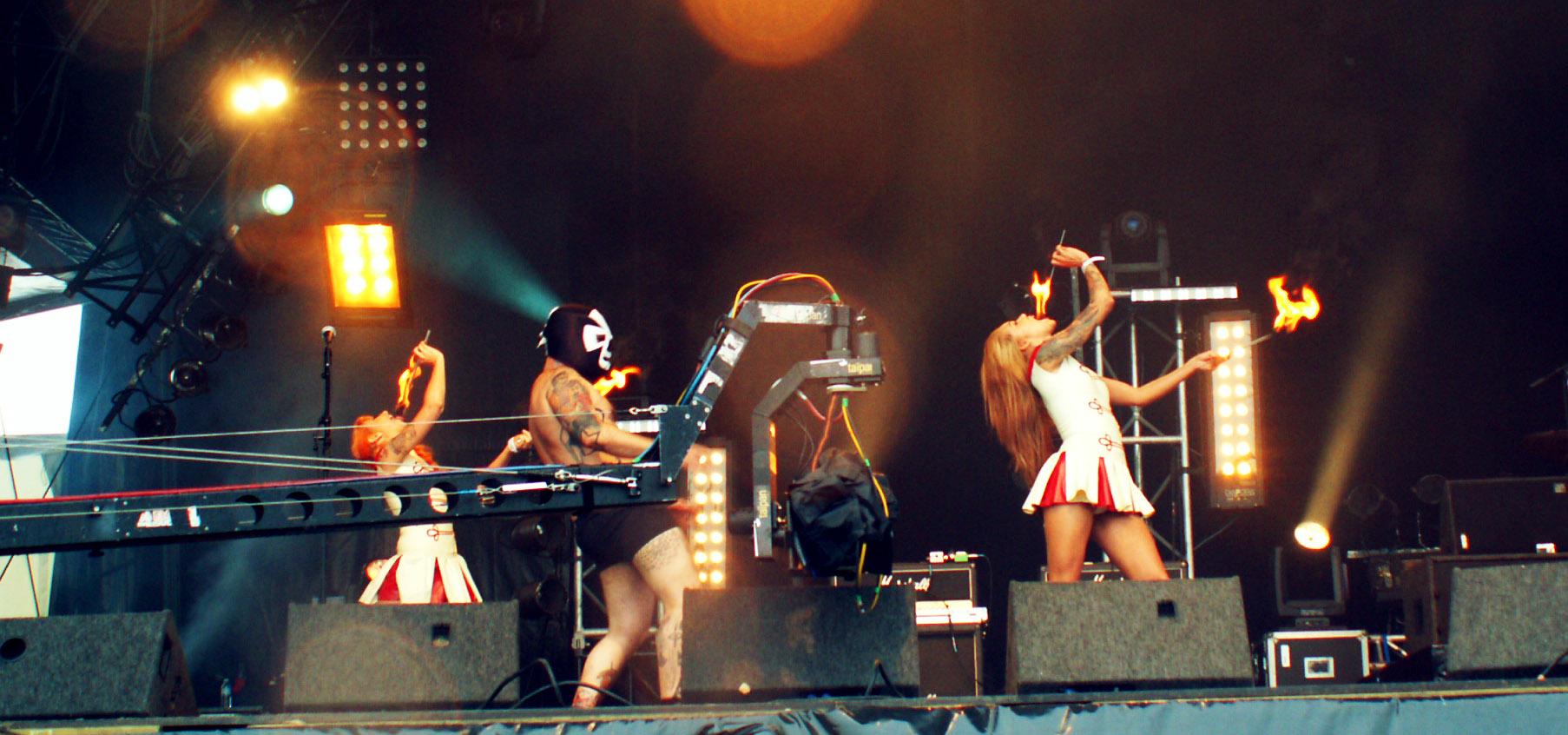
Dwarves, Hellfest 2011

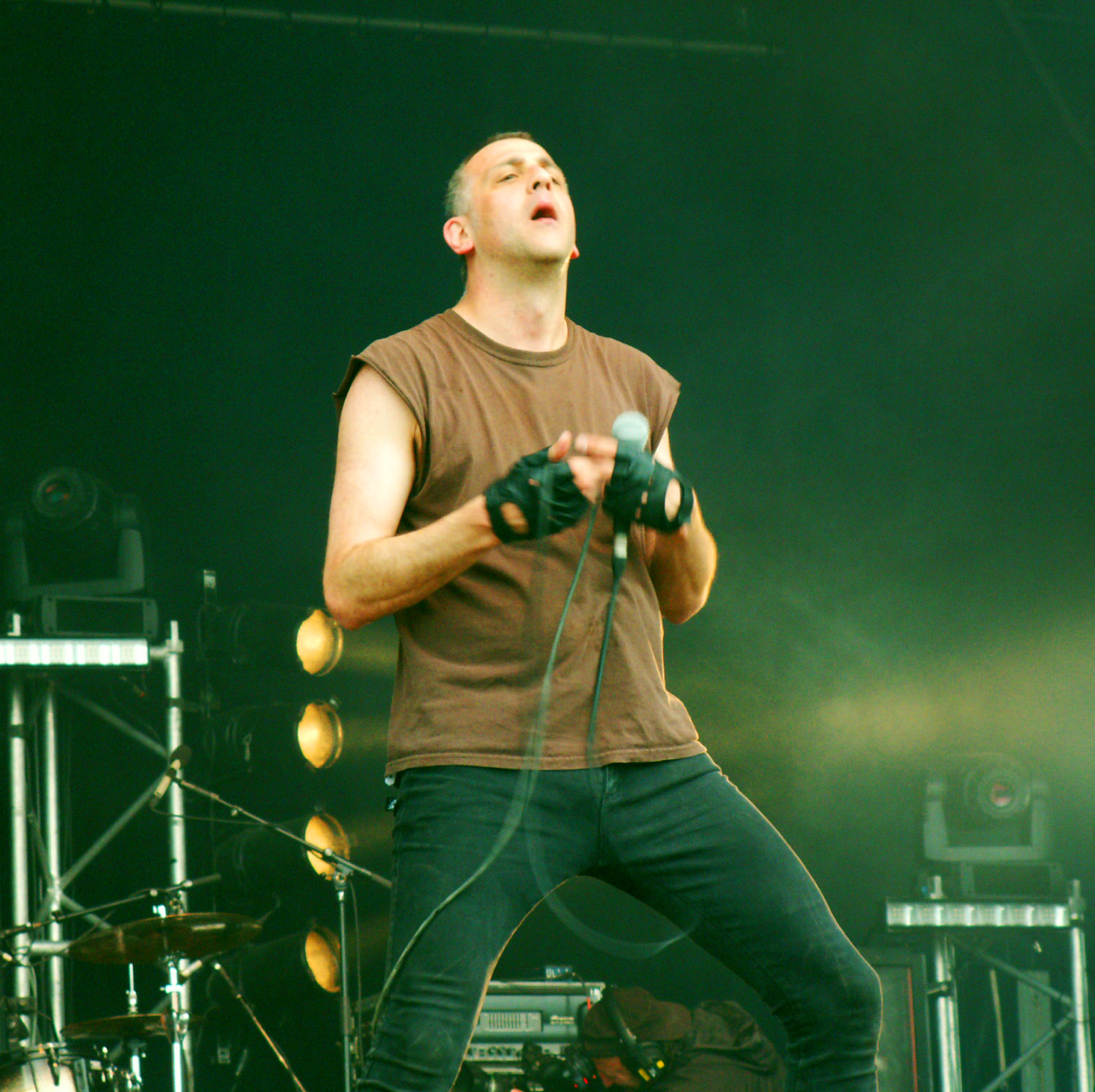
Blag Dahlia au Hellfest 2011

The Dwarves est un groupe de punk rock américain, originaire de Chicago, dans l'Illinois. Il est formé à la fin des années 1980 sous le nom de The Suburban Nightmare comme groupe de garage punk. Ils sont actuellement basés à San Francisco, en Californie.

## Biographie
Lorsque les Dwarves débutent à Chicago, c'est une formation d'adolescents qui se font appeler The Suburban Nightmare, comparé au groupe The Sonics,. Ils jouent du garage rock, un son retrouvé en partie dans leur premier album Horror Stories, sorti en 1986, sous leur nom actuel. Après ce premier album, les Dwarves font une tournée nationale aux États-Unis qui dure plus de sept ans.
Ils laissent derrière eux une voie de sang à partir de leurs entailles auto infligées, une voie d'histoires de drogue (selon un mythe populaire, leur bassiste aurait disparu à Détroit, durant une tournée en 1992, lors d'une fête où la drogue coulait à flot et on entendit plus jamais parler de lui), une voie (ou une rumeur) d'actes sexuels bizarres lors de leurs prestations scéniques et une voie de nombreux shows publics d'une durée ne dépassant pas les 15 minutes,,,,. D'une façon non étonnante, les Dwarves s'auto-détruisent rapidement après un canular raté : le groupe publie un communiqué de presse selon lequel le guitariste He Who Cannot Be Named était mort. L'album Sugarfix comportait aussi un hommage au guitariste, qui est, bien sûr, tout à fait vivant encore. Sub Pop, leur maison de disques de l'époque, n'est pas amusée par tout ceci et laisse tomber le groupe, qui se reforme plus tard pour sortir en 1997 l'album Young and Good Looking. 
Come Clean suit au début de l'année 2000. Quatre années plus tard, en 2004, le groupe publie The Dwarves Must Die, son premier album publié au label indépendant Sympathy for the Record Industry, des invités tels que Dexter Holland du groupe The Offspring, Nick Oliveri des groupes Mondo Generator et Queens of the Stone Age (un de leurs collaborateurs de longue date, connu sous le nom de Rex Everything), Nash Kato du groupe Urge Overkill, et la voix de l'acteur Gary Owens. Dahlia est agressé par Josh Homme de QOTSA avant un concert des Dwarves à Los Angeles en 2004,.
Toujours actifs, les Dwarves se produisent au Rebellion Festival le 12 août 2007 à Blackpool, où le guitariste était nu et la tête recouverte d'une cagoule de cuir. Show d'une heure très punk rock. En 2009, Blag et HeWhoCannotBeNamed sont immortalisés Bobbleheads par Aggronautix.

## Style musical et image
Ils sont connus pour leur répertoire punk rock simple et brut, mais nuancé malgré tout, ainsi que pour des paroles de chanson plutôt controversées. Depuis le son punk hardcore/scum punk de leurs débuts, ils développeront un style plus influencé par le pop punk.
Leurs couvertures d'album sont assez inhabituelles, des femmes nues et un nain nu couverts de sang pour leur album Blood, Guts and Pussy,. Dix ans plus tard, pour l'album Come Clean, ils choisissent un thème similaire, cette fois couverts de mousse de savon. Le groupe est mis à la porte par son précédent label, Sub Pop à cause de mauvaises blagues telle que celle consistant à faire croire que le guitariste HeWhoCannotBeNamed était mort.

## Membres
Le chanteur Blag Dahlia (Paul Cafaro), et le guitariste HeWhoCannotBeNamed sont toujours les membres centraux du groupe,. La formation change autour d'eux, et actuellement, elle est constituée des musiciens Fresh Prince of Darkness, Wreck Tom, et Clint Torres. Nick Oliveri (Rex Everything) est membre intermittent du groupe qui vient et part au gré du temps. Les anciens membres incluent Thrusty Otis, Crash Landin, Chip Fracture, Dutch Ovens, et Vadge Moore, parmi d'autres.

## Discographie

### Albums studio
- 1986 : Horror Stories
- 1988 : Toolin' for a Warm Teabag
- 1990 : Blood, Guts and Pussy
- 1991 : Lucifer's Crank
- 1991 : Thank Heaven for Little Girls
- 1993 : Sugarfix
- 1997 : The Dwarves Are Young and Good Looking
- 1999 : Free Cocaine (collection de singles)
- 1999 : Lick It
- 2000 : The Dwarves Come Clean
- 2001 : How to Win Friends and Influence People
- 2004 : The Dwarves Must Die
- 2005 : Greedy Boot 1
- 2011 : The Dwarves Are Born Again
- 2014 : The Dwarves Invented Rock and Roll
- 2015 : Radio Free Dwarves
- 2018 : Take Back the Night
- 2023 : The Dwarves Concept Album

### EP
- 1988 : Lucifer's Crank (cassette EP)
- 1990 : We Kill Cock Throbbin'  (cassette EP)
- 1993 : Underworld / Lies / Down by the River[16]
- 2011 : Fake ID, Bitch (vinyle 10")

## DVD
- 2004 : Fuck You Up and Get Live (DVD)
- 2006 : FEFU (DVD)